# Зандерлинг, Курт Игнатьевич
Курт Игнатьевич Зандерлинг (нем. Kurt Sanderling; 19 сентября 1912, Арис, Восточная Пруссия, ныне Ожиш, Польша — 18 сентября 2011, Берлин) — немецкий дирижёр. Заслуженный деятель искусств РСФСР (1956).

## Биография
Родился в еврейской семье торговца лесом. Посещал школу в Кёнигсберге, с 1926 года — в Берлине. Занимался на фортепиано, изучал теорию музыки; формального дирижёрского образования не получил. В 1931 году начал работать концертмейстером в Немецкой опере в Шарлоттенбурге, но после прихода к власти национал-социалистов в 1933 году был отстранён и до 1935 года работал в Еврейском культурном фонде. В 1935 году был лишён немецкого гражданства и в 1936 году эмигрировал к своему дяде в Москву.
Работал концертмейстером, а в 1937—1941 гг. — дирижёром Оркестра Всесоюзного радио. Как оперный дирижёр дебютировал в 1937 году оперой Моцарта «Похищение из сераля». В 1940—1942 гг. — главный дирижёр оркестра Харьковской филармонии. После гастролей с оркестром Ленинградской филармонии в 1941 году стал его вторым дирижёром вместе с Евгением Мравинским, занимал эту должность с 1942 по 1960 год. Во время блокады Ленинграда вместе с оркестром был эвакуирован в Новосибирск.
По возвращении в Восточный Берлин в 1960 году возглавил Берлинский симфонический оркестр, занимал эту должность в 1960—1977 гг. В 1964—1967 гг. руководил также Саксонской государственной капеллой. В 1994—1998 гг. был членом попечительского совета берлинского Шаушпильхауса. Много и успешно гастролировал в Праге, Зальцбурге, Вене, Варшаве и других городах Европы. С 1972 периодически выступал с Новым филармоническим оркестром, с 1979 — с Токийским симфоническим оркестром.
После падения Берлинской стены интерес к творчеству Зандерлинга возродился, во многом благодаря многочисленным записям. Особую известность получили его интерпретации Бетховена (симфонии, все концерты с Мицуко Утида), Брамса (все симфонии), Малера (симфонии № 4, 9, 10), Сибелиуса (все симфонии), Шостаковича (симфонии № 1, 5, 6, 8, 10, 15), с которым поддерживал дружеские отношения до конца жизни композитора. «Исполнительской манере Зандерлинга присущи интеллектуализм, строгое следование авторскому тексту».
Несмотря на почтенный возраст, в 1990-е годы иногда выступал с различными оркестрами, в январе 2002 года состоялось его последнее публичное выступление.
Сыновья — дирижёр Томас Зандерлинг (род. 1942), виолончелист и дирижёр Михаэль Зандерлинг (род. 1967) и дирижёр Штефан Зандерлинг (род. 1964).
Умер за день до своего 99-летия. Похоронен на Третьем Панковском кладбище (нем. Friedhof Pankow III) в Берлине.

## Награды
- 1956 — Заслуженный деятель искусств РСФСР
- 1962 — Лауреат Национальной премии ГДР
- 1987 — Лауреат Национальной премии ГДР
- Действительный член Академии искусств ГДР